# باروق (إيران)
باروق (بالفارسية: باروق) هي مدينة في محافظة أذربيجان الغربية في إيران. يقدر عدد سكانها بـ 3,874 نسمة .